# Qaarusulik
Qaarusulik [ˈqɑːʁusulik] (nach alter Rechtschreibung K'ârusulik) ist eine wüst gefallene grönländische Siedlung im Distrikt Upernavik in der Avannaata Kommunia.

## Lage
Qaarusulik befindet sich auf einer kleinen gleichnamigen Insel in der Melville-Bucht. Östlich liegt die deutlich größere Insel Kiataasaq (Amdrup Ø). Der nächstgelegene Ort ist Kullorsuaq 23 km südöstlich.

## Geschichte
Qaarusulik wurde während der 1920er Jahre besiedelt. Der Ort war der nördlichste, der je in Nordgrönland lag, wobei er tatsächlich sogar wie das etwa zeitgleich gegründete Kullorsuaq im Niemandsland nördlich der Grenze lag, die später deswegen etwa 50 km nach Norden verlegt wurde. 1930 hatte der Ort 20 Einwohner. 1940 waren es 26 und 1950 25 Personen, die am Wohnplatz lebten. Nur zwei Jahre später wurde Qaarusulik wieder aufgegeben.